# Duesenberg Model A
Duesenberg Model A (также Duesenberg Straight Eight) — легковой автомобиль производства Duesenberg, выпускавшийся с 1921 по 1926/1927 год. Этот автомобиль является первым серийным автомобилем с рядным восьмицилиндровым двигателем и гидравлическими тормозами. Всего было произведено 650 автомобилей.
Минимальная стоимость автомобиля в 1923 году была 5700 долларов США, а максимальная — 7500 долларов США.

## Предыстория
В 1917 году основатели Duesenberg решили вернуться к гонкам и открыли магазин в штате Нью-Джерси, городе Ньюарк. Здесь в 1918 году они разработали свой первый рядный восьмицилиндровый двигатель. У братьев Дюзенберг было достаточно денег для того, чтобы продолжать производство своих гоночных рядных восьмицилиндровых двигателей. В марте 1920 года в штате Делавэр была основана компания Duesenberg, а в августе 1920 года основатели Dueseberg основали компанию Братья Дюзенберг (англ. Duesenberg Brothers) для производства гоночных машин и двигателей для их команды и для людей, у которых было достаточно денег для покупки двигателя или гоночной машины.

## Производство

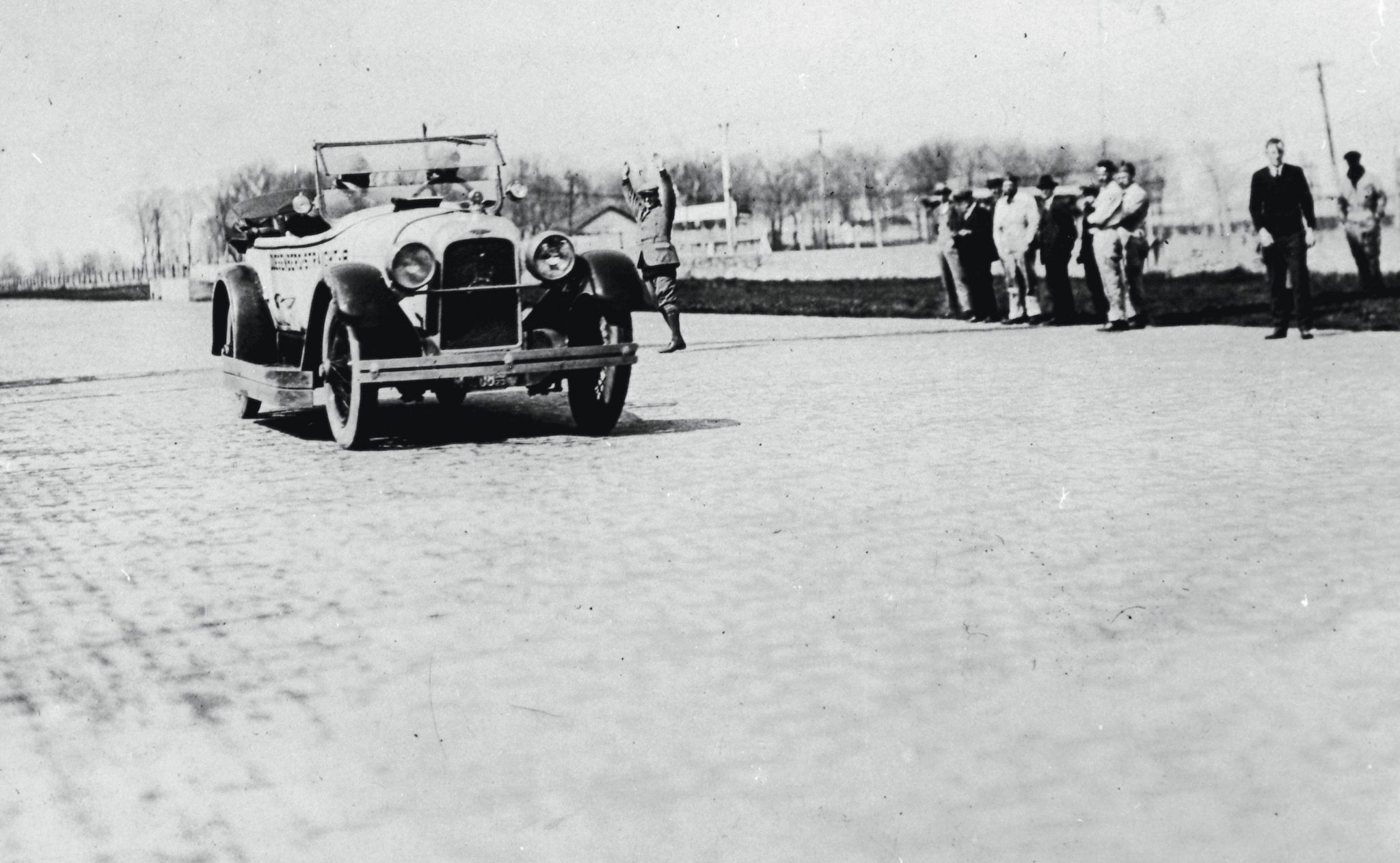
Duesenberg Model A в гонке 500 миль Индианаполиса, 1923 год.

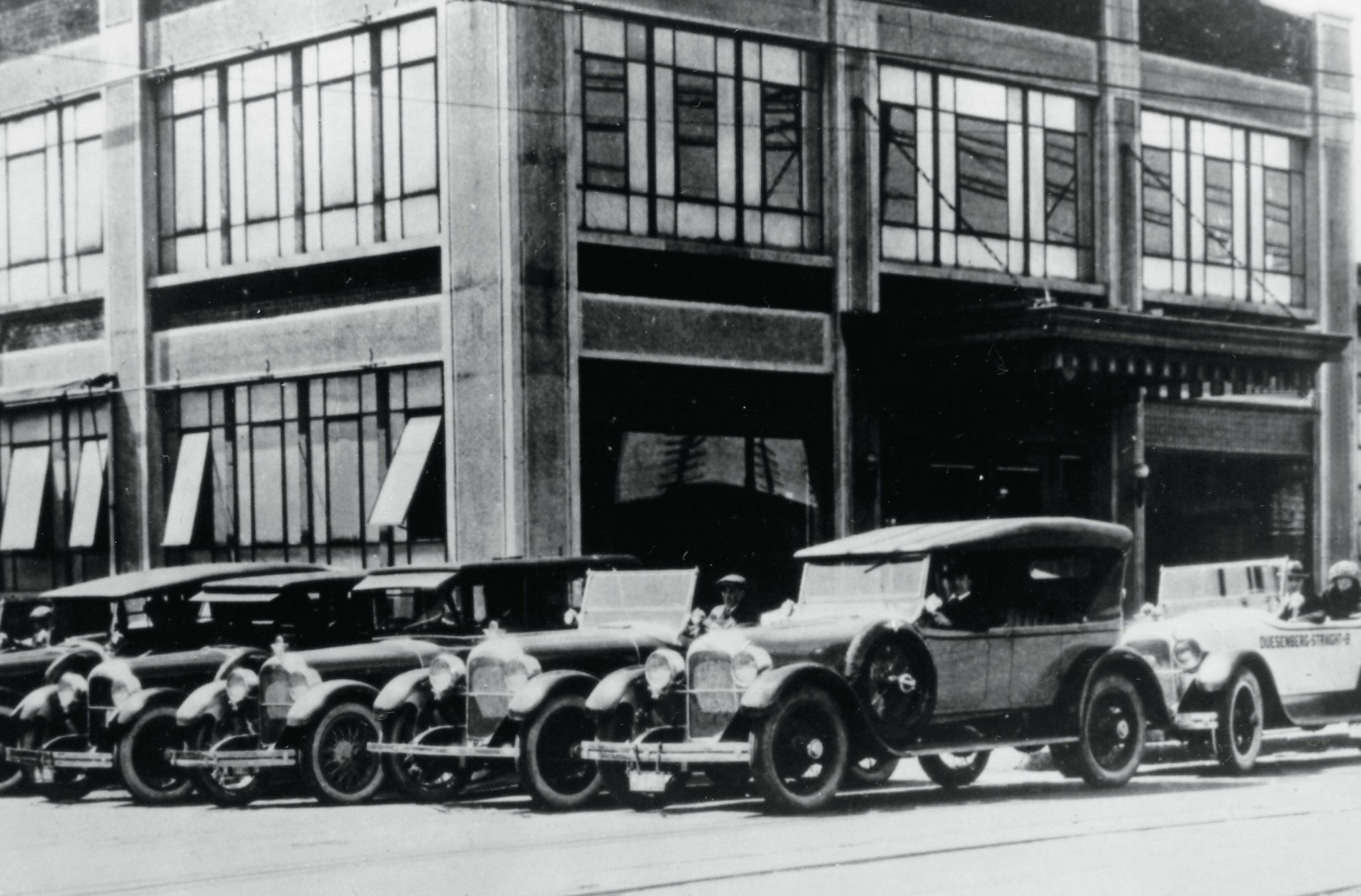
Главный вход здания компании Duesenberg в 1923 году.

Машина дебютировала в ноябре 1920 года, однако производство автомобиля было отложено на 10 месяцев из-за предложенных Фредом Дюзенбергом изменений, который решил изменить конструкцию двигателя и сделать один верхний распределительный вал и клапаны в головке, в итоге автомобиль начал производиться только в августе 1921 года. Производство в 1921—1922 годах шло медленно, в основном из-за того, что Фред продолжал усовершенствовать двигатель, шасси и подвеску в момент производства, и делал это до конца 1922 года. Минимальная стоимость автомобиля в 1923 году была 5700 долларов США, а максимальная — 7500 долларов США. В 1923 году был построен 241 двигатель и шасси, включая один автомобиль с кузовом фаэтон, который участвовал в гонке 500 миль Индианаполиса в 1923 году как машина безопасности. В 1924 году объёмы производства и спрос увеличиваются, в основном из-за победы машины производства Duesenberg с первым рядным восьмицилиндровым двигателем с нагнетателем в гонке 500 миль Индианаполиса в 1924 году, но даже так кризис, начавшийся в 1923 году, был неизбежен, и в январе 1924 года один из кредиторов, Acme Works, Inc. принудил компанию к конкурсному производству. В 1925 году автомобиль снова победил в гонке 500 миль Индианаполиса. В том же году количество проданных автомобилей не превышало 129 экземпляров. Спустя 6 или 5 лет производства было произведено около 650 автомобилей, и в 1927 году, или в 1926 году производство было прекращено. Duesenberg Model A является автомобилем Duesenberg с самым большим количеством произведённых экземпляров.

### Проблемы производства
Изначальный план, предложенный инвесторами Ван Зандт и Рэнкин, предполагал производство 100 автомобилей в месяц, но к декабрю 1922 года было произведено не более 150 машин. Проблемы производства также усугублялись тем, что ни один из старших менеджеров, включая Лютера Рэнкина, который фактически руководил компанией к 1922 году, не имел необходимого опыта для эффективного контроля за конвейерным производством, отделом продаж или маркетинга. У Duesenberg в 1922 году в Нью-Йорке, где дебютировал автомобиль, не было дилера. В 1923 году, когда Лютер Рэнкин стал третьим президентом компании, Duesenberg была на грани краха.

## Конструкция

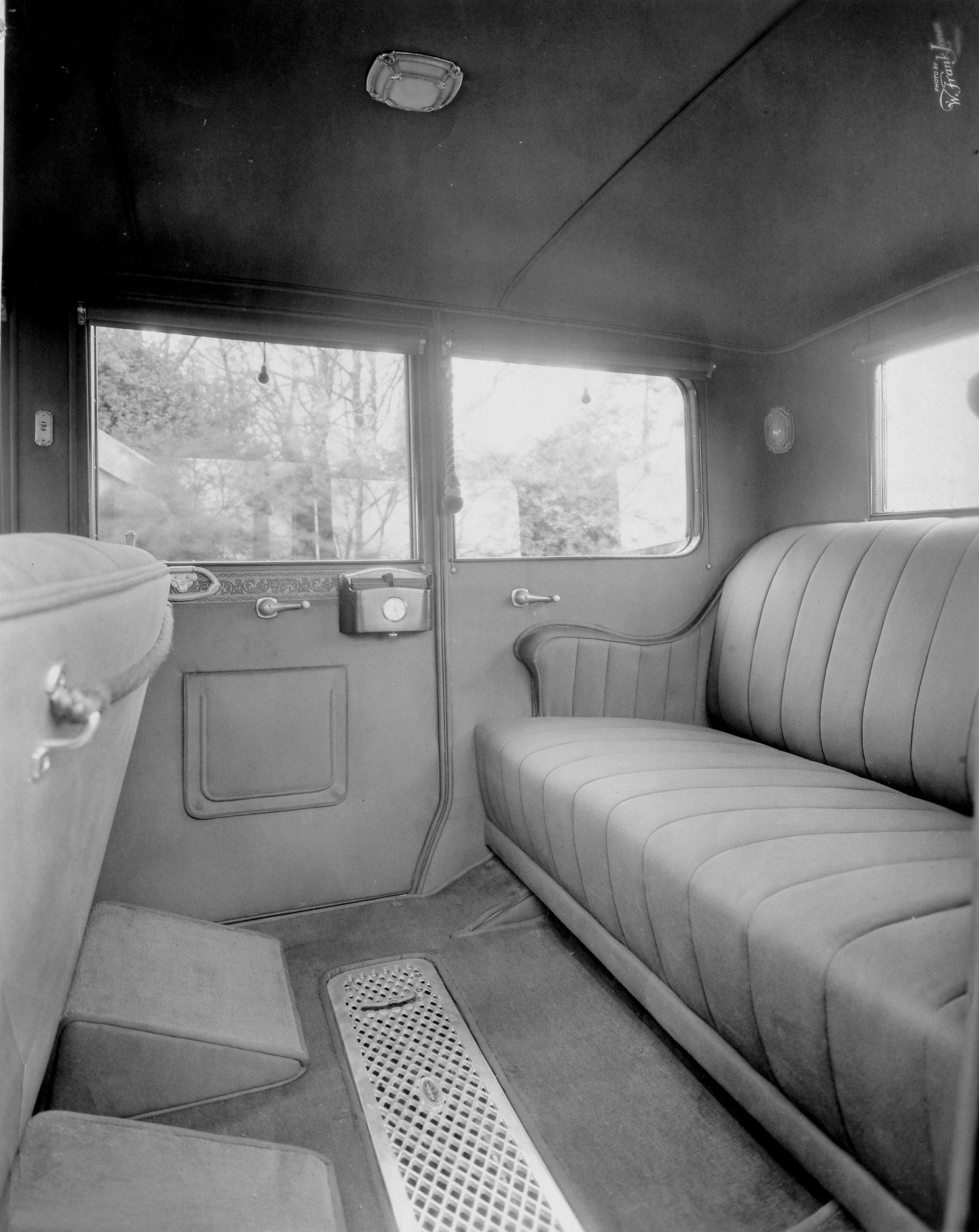
Интерьер Duesenberg Model A, 1926 год.

Автомобиль построен с использованием лонжеронной рамы, на которой лежит алюминиевый кузов. Масса автомобиля — 1680 или 1700 кг. Длина автомобиля — 5230 миллиметров, высота автомобиля — 1790 миллиметров, колёсная база — 3400 миллиметров, колея — 1420 миллиметров. Подвеска использует ведущий мост на полуэллиптических рессорах с амортизаторами-стабилизаторами производства Watson. Этот автомобиль является первым серийным автомобилем, который использовал гидравлические тормоза. Объём бака — 83 литра.

### Силовой агрегат
Автомобиль имеет переднемоторную, заднеприводную компоновку. Двигатель автомобиля — рядный восьмицилиндровый шестнадцатиклапанный двигатель объёмом 260 кубических дюймов (4,3 литра) мощностью 88-90 лошадиных сил, который сопровождается трёхступенчатой механической коробкой передач. Диаметр каждого цилиндра — 73 миллиметра, ход поршня — 127 миллиметров, момент силы — 230 н·м. Данный автомобиль является первым серийным автомобилем с рядным восьмицилиндровым двигателем. Максимальная скорость автомобиля — 120, или 132, или 137, или 153 км/ч. Расход топлива — 13-11 литров бензина на 100 км.